# Immersion (navigation)
Pour les articles homonymes, voir Immersion.
L'immersion en navigation sous-marine, est la distance séparant la partie la plus basse de la quille du sous-marin de la surface de l'eau.
En particulier, l'immersion périscopique et l'immersion de sécurité.

## Sous-marinen surface

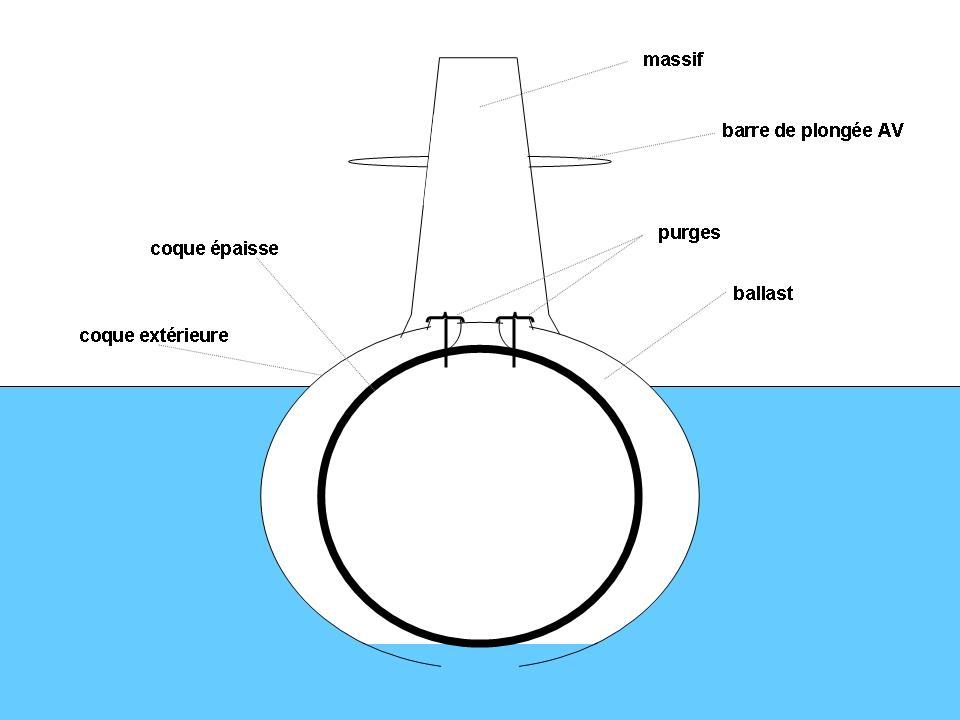
Sous-marin en surface. L'immersion n'est pas nulle.

En surface, l'immersion correspond à la distance séparant la ligne de flottaison de la quille.
L'immersion indiquée sur les capteurs est de l'ordre de 5  à   10 mètres, selon le diamètre de la coque épaisse du sous-marin

## L'immersion périscopique

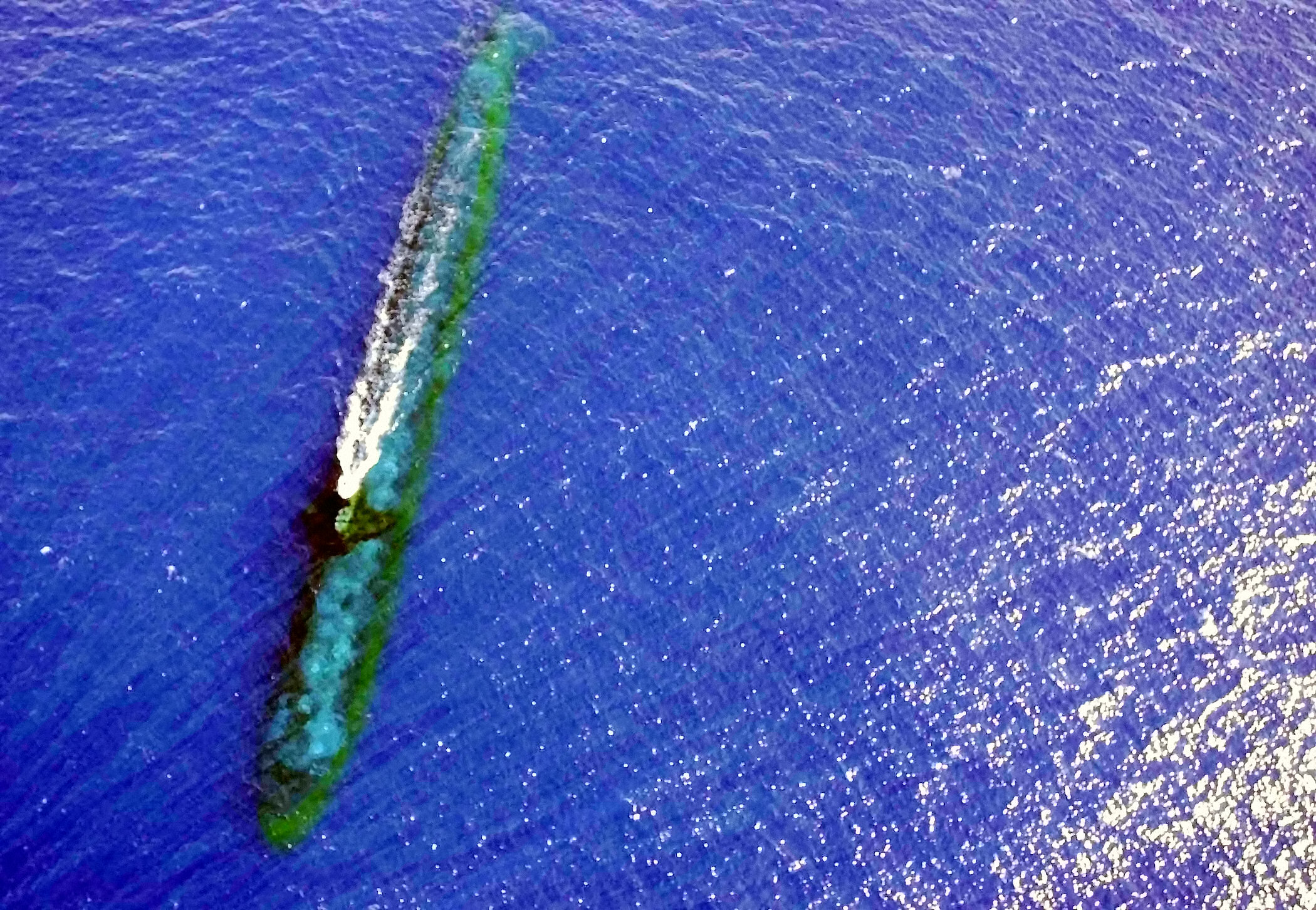
Le, sous-marin américain de classe Los Angeles à l'immersion périscopique

Lorsqu'un sous-marin est en mesure de placer ses périscopes et aériens hors de l'eau sans découvrir son massif, l'immersion correspond à la distance séparant la quille du haut du massif, soit environ :
- 12 mètres pour un sous-marin classique ;
- 20 mètres pour un sous-marin nucléaire lanceur d'engins.

## L'immersion de sécurité
L'immersion de sécurité est l'immersion à laquelle, le haut du massif du sous-marin est immergé d'une distance supérieure au tirant d'eau des plus grands navires.